# رفيق عبد السلام

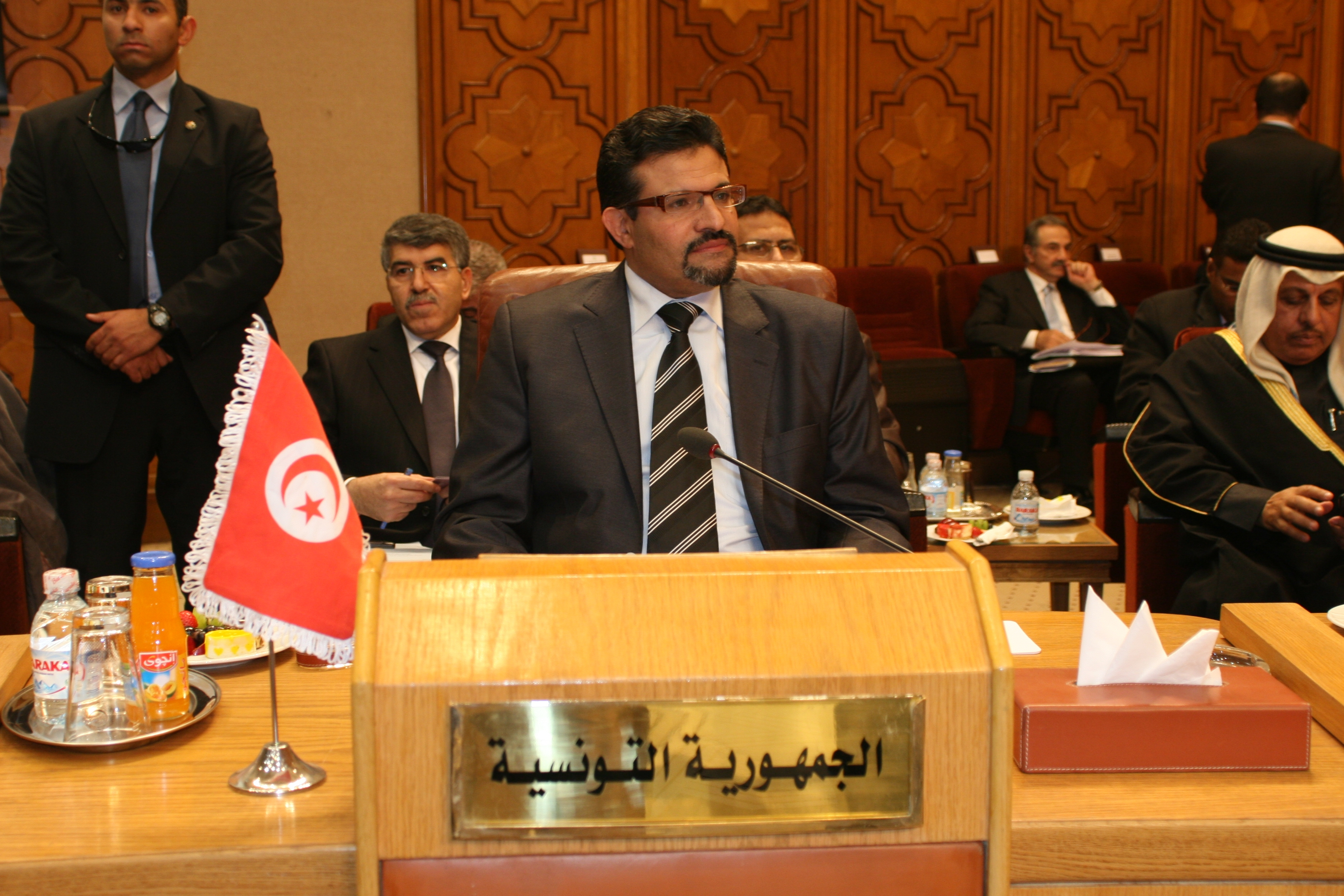
وزير الخارجية عبد السلام في زيارة عمل إلى القاهرة، تحديدا في مقر جامعة الدول العربية.

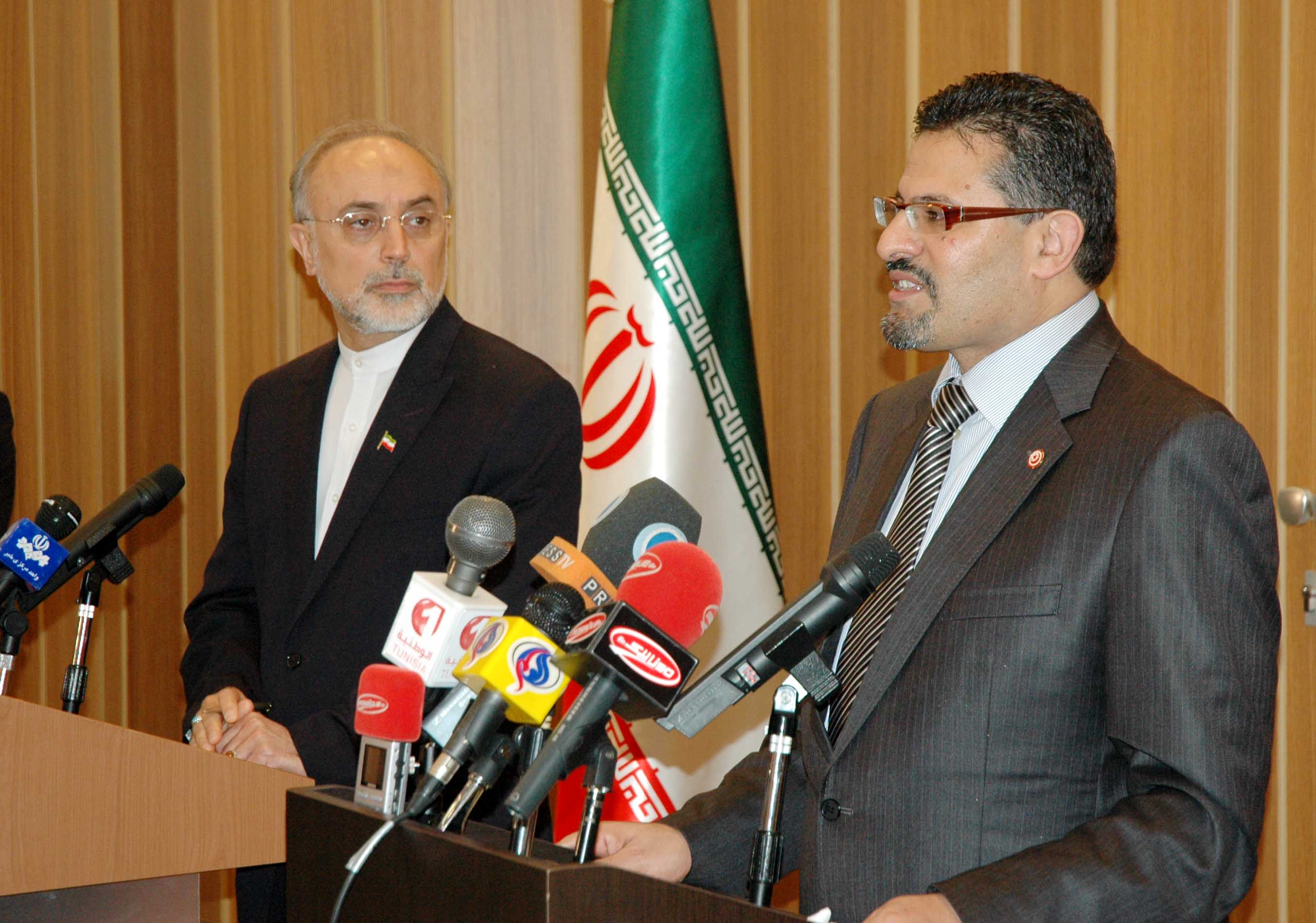
رفيق عبد السلام إلى جانب علي أكبر صالحي وزير الخارجية الإيراني في إطار ندوة صحفية.

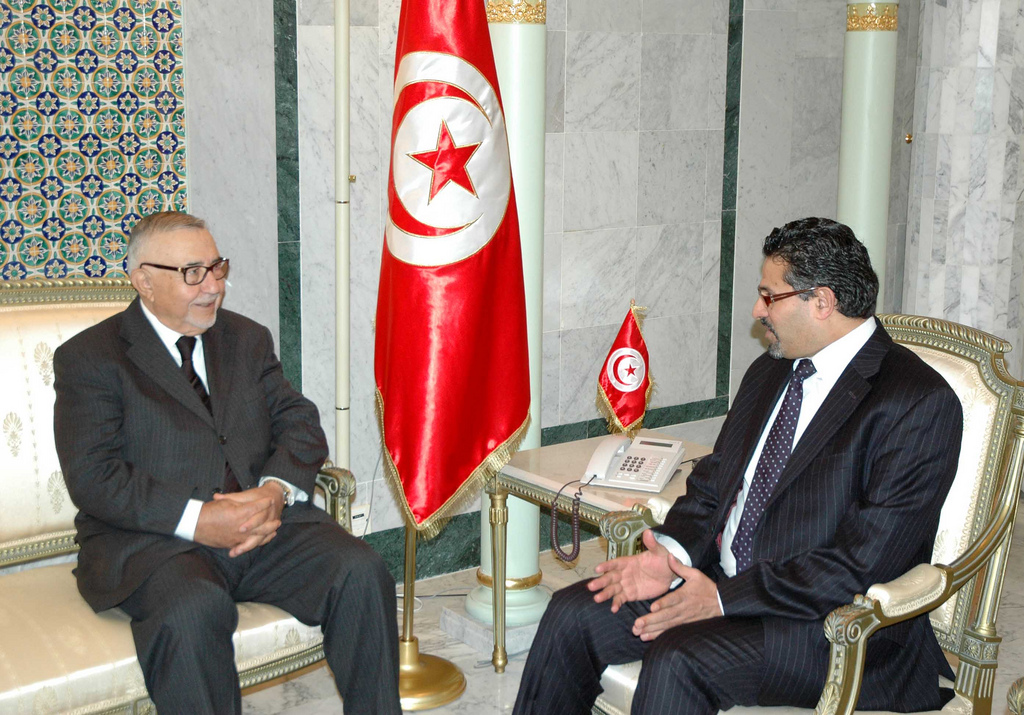
رفيق عبد السلام إلى جانب عبد الواحد الراضي رئيس الاتحاد البرلماني الدولي.

رفيق عبد السلام أو رفيق عبد السلام بوشلاكة (ولد بالحامة من ولاية قابس في عام 1967) هو سياسي تونسي وعضو المكتب التنفيذي لحزب حركة النهضة. شغل منصب ووزير الخارجية في حكومة حمادي الجبالي.

أسس رفيق عبد السلام في 24 يناير 2014 مؤسسة بحثية وهي مركز الدراسات الإستراتيجية والدبلوماسية ويقع مقراه في تونس العاصمة ولندن وهو مديره العام.

## بدايته ودراسته
بعد حصوله على شهادة الباكالوريا، درس رفيق عبد السلام الفلسفة بكلية العلوم الإنسانية والاجتماعية بتونس، ونشط في الفترة بين 1987 و1990 في صلب النقابة الطالبية الاتحاد العام التونسي للطلبة  القريبة من الإسلاميين. وخلال الحملة على هؤلاء في مطلع التسعينات، فر خلسة إلى المملكة المغربية حيث واصل دراسته العليا بالحصول على الإجازة في الفلسفة من كلية الآداب والعلوم الإنسانية بالرباط التابعة لجامعة محمد الخامس ثم استكمل دراسته في المملكة المتحدة بالحصول على دكتوراه في العلوم السياسية والعلاقات الدولية من جامعة وستمنستر عام 2003.
أسس رفيق عبد السلام في لندن المركز المغاربي للبحوث والترجمة، وترأس منتدى لندن للحوار الذي جمع رجال سياسة ومثقفين عربا. كما أنه باحث بجامعة وستمنستر ومركز أوكسفورد للدراسات الإسلامية، وحاضر أيضا في مركز مارك فيلد للدراسات العليا، وتولى رئاسة قسم البحوث في مركز الجزيرة القطرية.
هو إلى جانب ذلك عضو في هيئات بحثية وعلمية عديدة من بينها مركز نيون بروسيس الذي يضم عددا من الوزراء والشخصيات السياسية العالمية، فضلا عن كونه كاتبا منتظما في صحيفة الشرق الأوسط والعديد من الصحف والمجلات العربية.
له عدة مؤلفات من بينها «في الدين والعلمانية والديمقراطية»، و«الولايات المتحدة الأمريكية بين القوة الصلبة والقوة الناعمة». إضافة إلى عشرات الورقات البحثية والمقالات المنشورة باللغتين العربية والإنجليزية والمشاركة في المؤتمرات والندوات العالمية، وترأس عشرات الندوات البحثية والسياسية في أوروبا والعالم العربي.
أسس رفيق عبد السلام في 24 يناير 2014 مؤسسة بحثية وهي مركز الدراسات الإستراتيجية والدبلوماسية ويقع مقراه في تونس العاصمة ولندن وهو مديره العام.

## العمل السياسي
انضم إلى المكتب السياسي لحركة النهضة في المهجر وإلى مكتبها السياسي فيما بين 2001 و2007، كما كان عضو مجلسها للشورى، وانتخب في المؤتمر التاسع لحركة النهضة عضو مجلس الشورى.

## وزيرا للخارجية
سمي يوم 24 ديسمبر 2011 وزيرا للشؤون الخارجية في حكومة حمادي الجبالي، وتسلم مهامه في نفس اليوم. وقد لقي انتقادات من قبل بعض العاملين في وزارته باعتباره صهرا لراشد الغنوشي وله علاقات مع قطر. انعقد في بداية توليه الوزارة مؤتمر أصدقاء سوريا لمساندة الثورة السورية. غادر الدكتور رفيق عبد السلام وزارة الخارجية بتخلي حكومة السيد حمادي الجبالي ليكلف بعدها بملف العلاقات الخارجية لحزب حركة النهضة والتي يشغل صلبها خطة عضو مكتبها السياسي. وقد اسس رفيق عبد السلام مركز الدراسات الاستراتيجية والدبلوماسية في بداية سنة 2015 بكل من تونس ولندن (الموقع الرسمي).

### الزيارات الخارجية الرسمية
| - ليبيا (5 يناير 2012 ) - إيطاليا (20 فبراير 2012 ) - المغرب (11 فبراير 2012 18 فبراير 2012 5 مايو 2012 14 نوفمبر 2012 ) - مصر (26 أبريل 2012 10 مايو 2012 ) - عُمان (22 أبريل 2012 ) | - الجزائر (9 يوليو 2012 ) - تركيا (13 أكتوبر 2012 ) - فلسطين (16 نوفمبر 2012 ) - إثيوبيا (26 يناير 2012) - تشاد (12 مايو 2012) |

### قضية «الشيراتون غيت»
كما تُعرف في وسائل الإعلام التونسية بـ«فضيحة الشيراتون غيت». في ديسمبر 2012، قامت المدونة ألفة الرياحي بنشر وثائق في مدونتها تتهم فيها وزير الخارجية رفيق عبد السلام بالفساد وبإهدار المال العام وذلك بقضائه عطلة في نزل «الشيراتون» الفاخر بتكلفة خيالية، لم تكتف الرياحي بذلك فقط بل إتهمت الوزير بالخيانة الزوجية مع امرأة قضى أياما معها وقام بدفع مصاريف إقامتها في النزل على حساب وزارة الخارجية.
أثارت تصريحاتها جدلا ولغطا كبيرا في البلاد، واضطرت النيابة العمومية التونسية في يناير 2013 بضغط كبير من الرأي العام، إلى فتح تحقيق  للتحرّي في الاتهامات التي وجهتها المدونة ألفة الرياحي ضد الوزير رفيق عبد السلام.
بدوره، نفى وزير الخارجية رفيق عبد السلام كل الإتهامات الموجهة ضده من قبل ألفة الرياحي، وقال إن السيّدة التي استقبلها في النزل ليست عشيقته وإنما قريبته (ابنة خاله)، مؤكدا أنّه سدد نفقات إقامتها من حسابه الخاص نقدا ودون الحصول على أية امتيازات من النزل. وقال عبد السلام إنّ طبيعة عمله وكثرة تنقلاته وعودته من السفر في ساعات متأخرة أحيانا اضطرته للمبيت في نزل «الشيراتون» القريب من وزارة الخارجية. وقال إن الاتهامات تندرج في إطار «حرب سياسية» ضدّ عائلته وحزبه (النهضة).
في 5 فبراير 2025، حُكم عليه بالسجن لمدة 34 عامًا بسبب «التآمر ضد أمن الدولة».

## حياته الخاصة
رفيق عبد السلام هو زوج سمية الغنوشي ابنة راشد الغنوشي التي هي باحثة في معهد الدراسات الشرقية والإفريقية بلندن وتكتب باستمرار منذ عام 2006 في صحيفة الغارديان.

## منشوراته
ألف رفيق عبد السلام عدة مقالات بالعربية والأنقليزية ويكتب في جريدة الشرق الأوسط اللندنية ، وهو مؤلف:
- في العلمانية والدين والديمقراطية، المفاهيم والسياقات، مركز الجزيرة للدراسات، الدوحة، 2008.
- الولايات المتحدة الأميركية بين القوة الصلبة والقوة الناعمة، مركز صناعة الفكر للدراسات والأبحاث، بيروت، 2015.
- الإله والمعنى في زمن الحداثة، الخطاب بين الهيمنة والتعدد، الشبكة العربية للأبحاث والنشر، بيروت، 2022.

## الصور

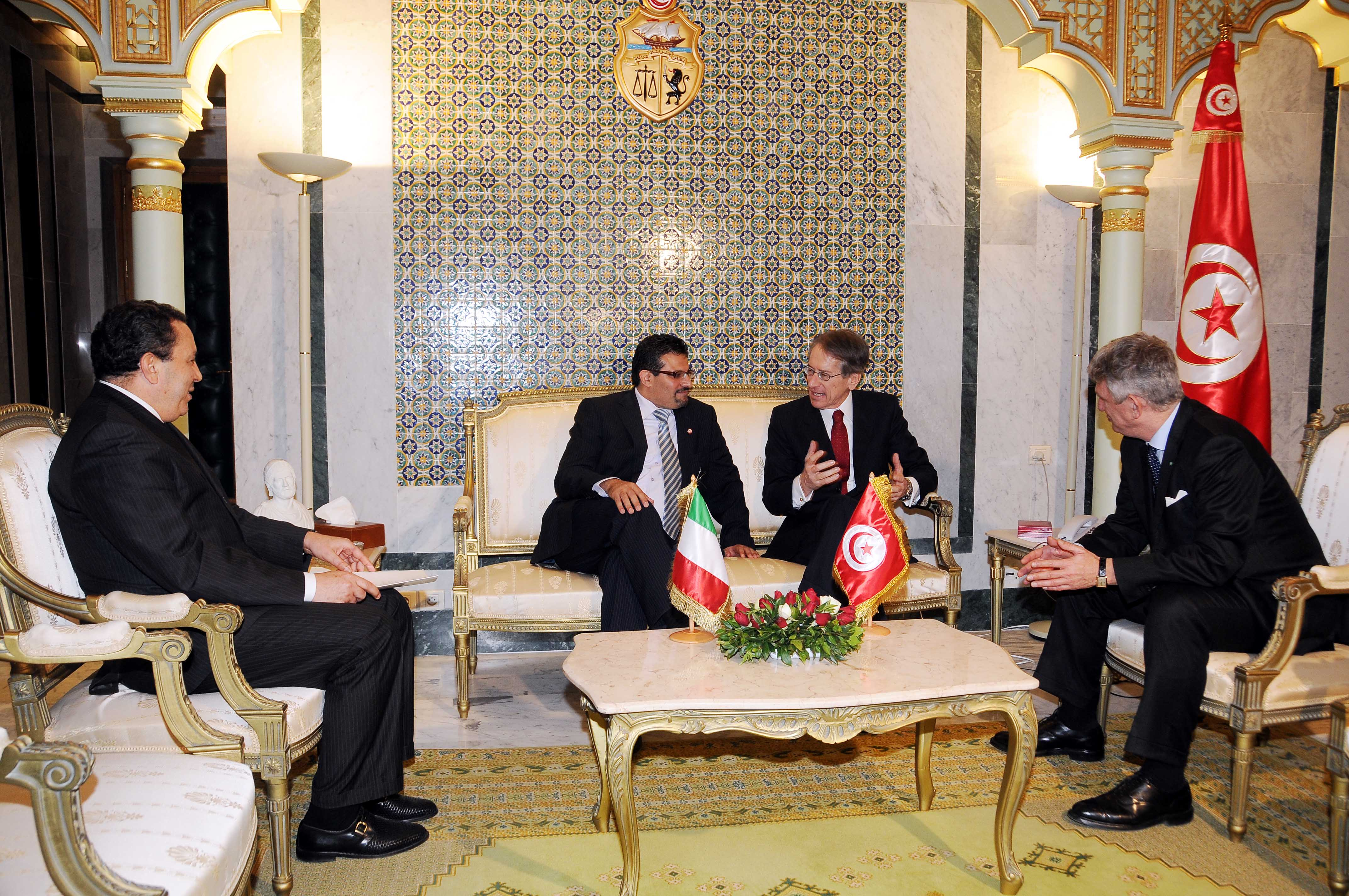
عبد السلام يستقبل نظيره الإيطالي جوليو تيرزي دي سانت أغاتا.
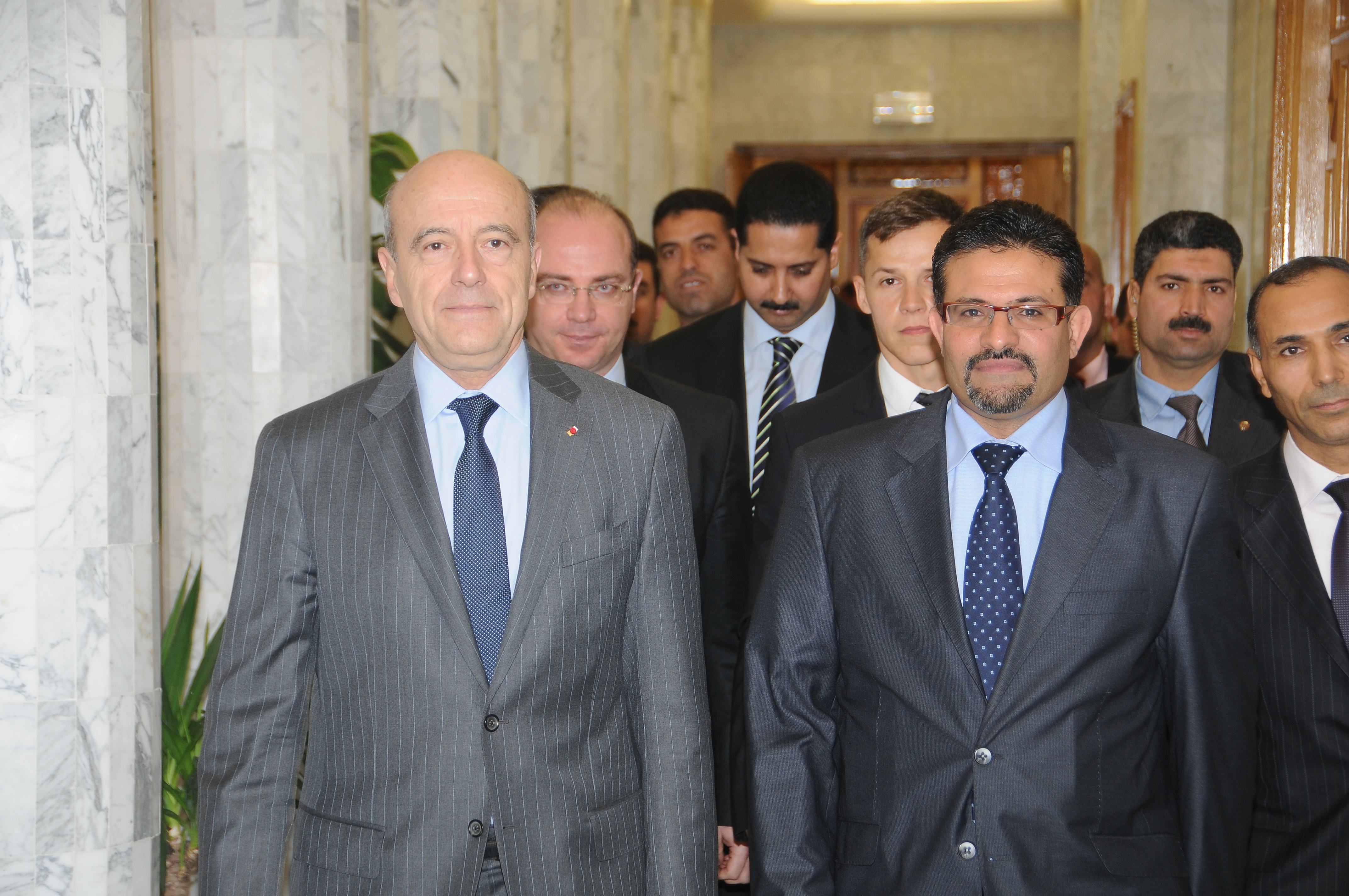
عبد السلام يستقبل نظيره الفرنسي ألان جوبيه.
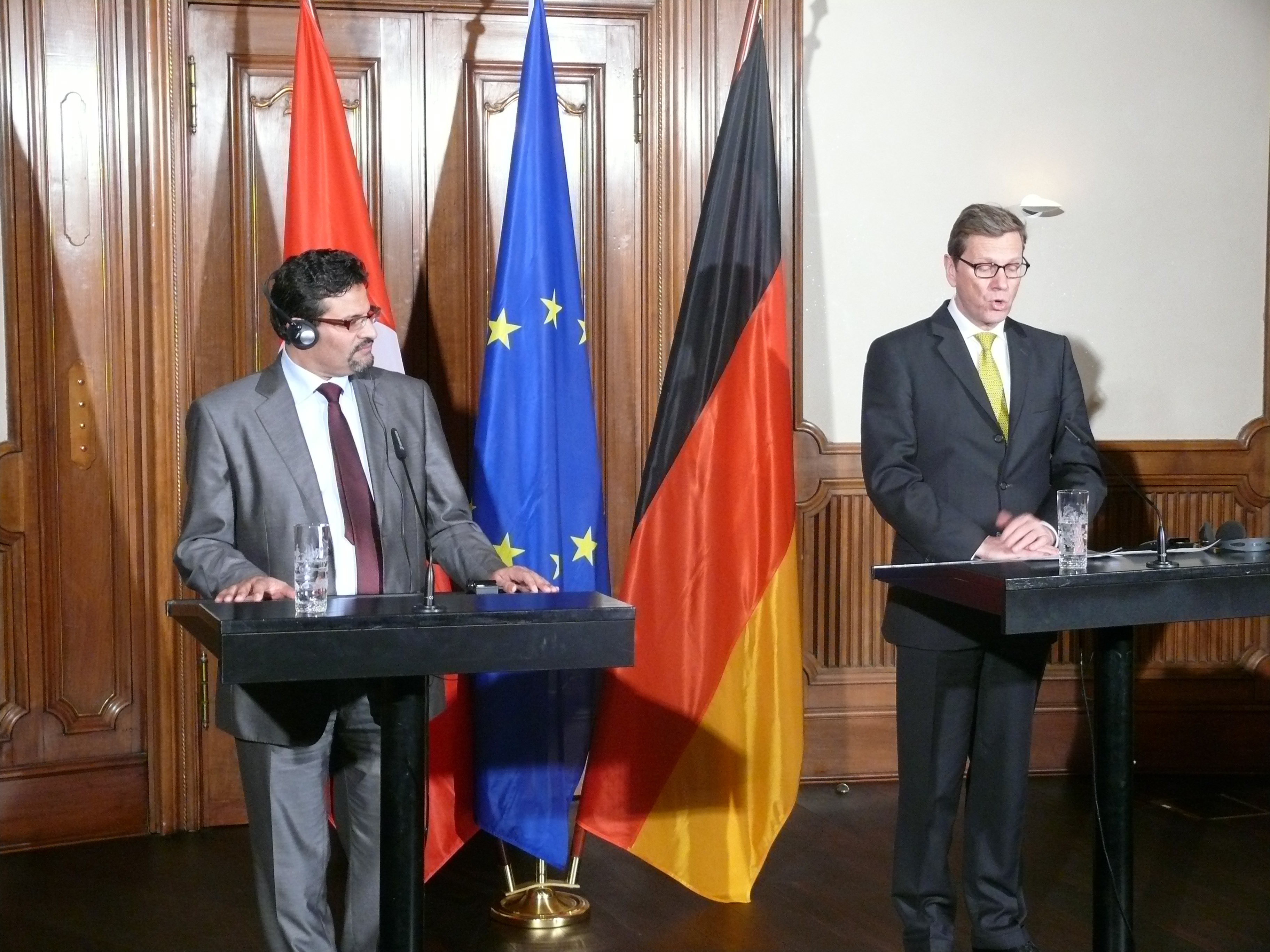
رفيق عبد السلام في زيارة إلى ألمانيا ويستقبل نظيره الألماني غيدو فيسترفيله.
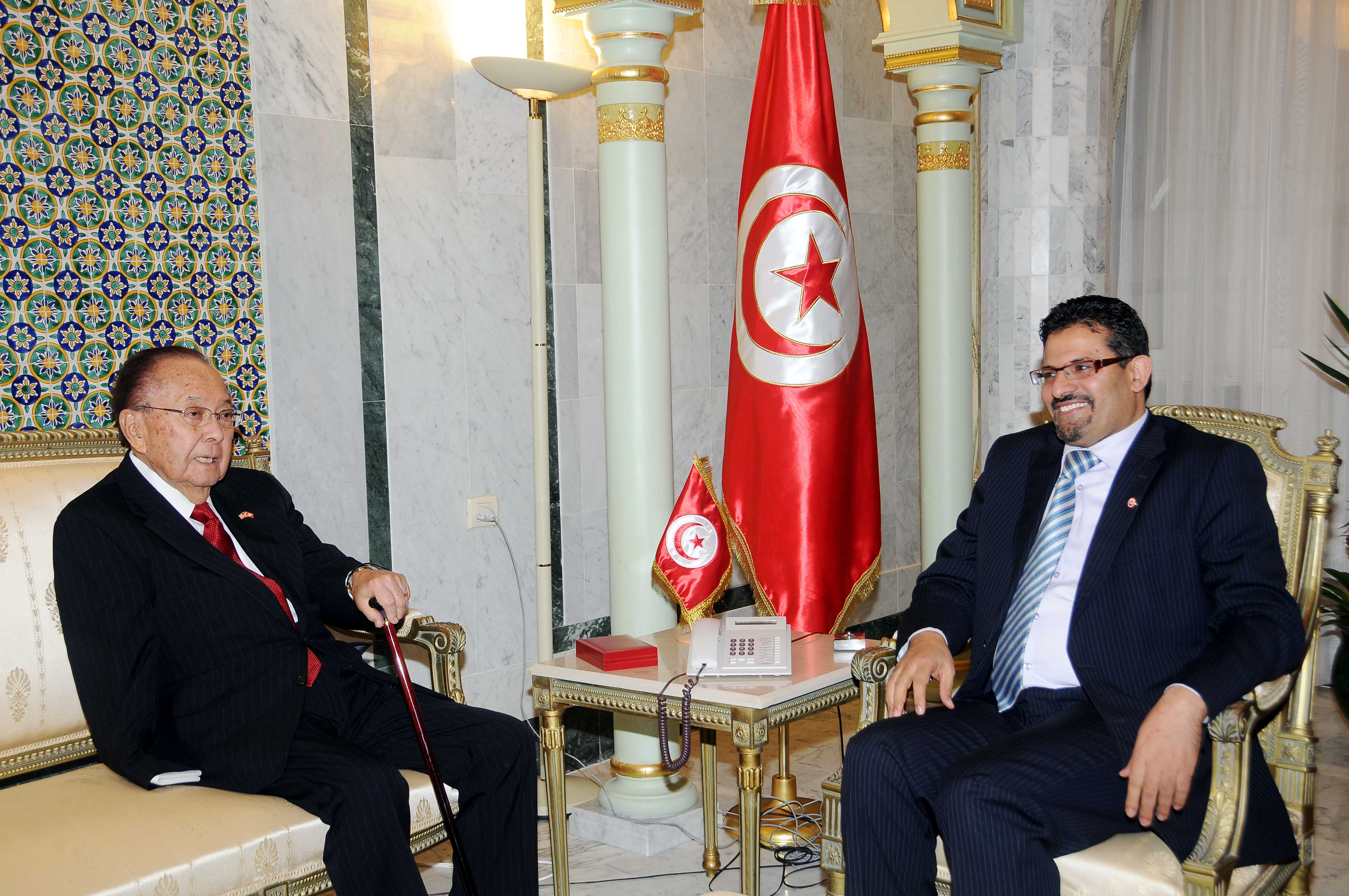
عبد السلام يستقبل السيناتور الأمريكي دانيال إينوي.
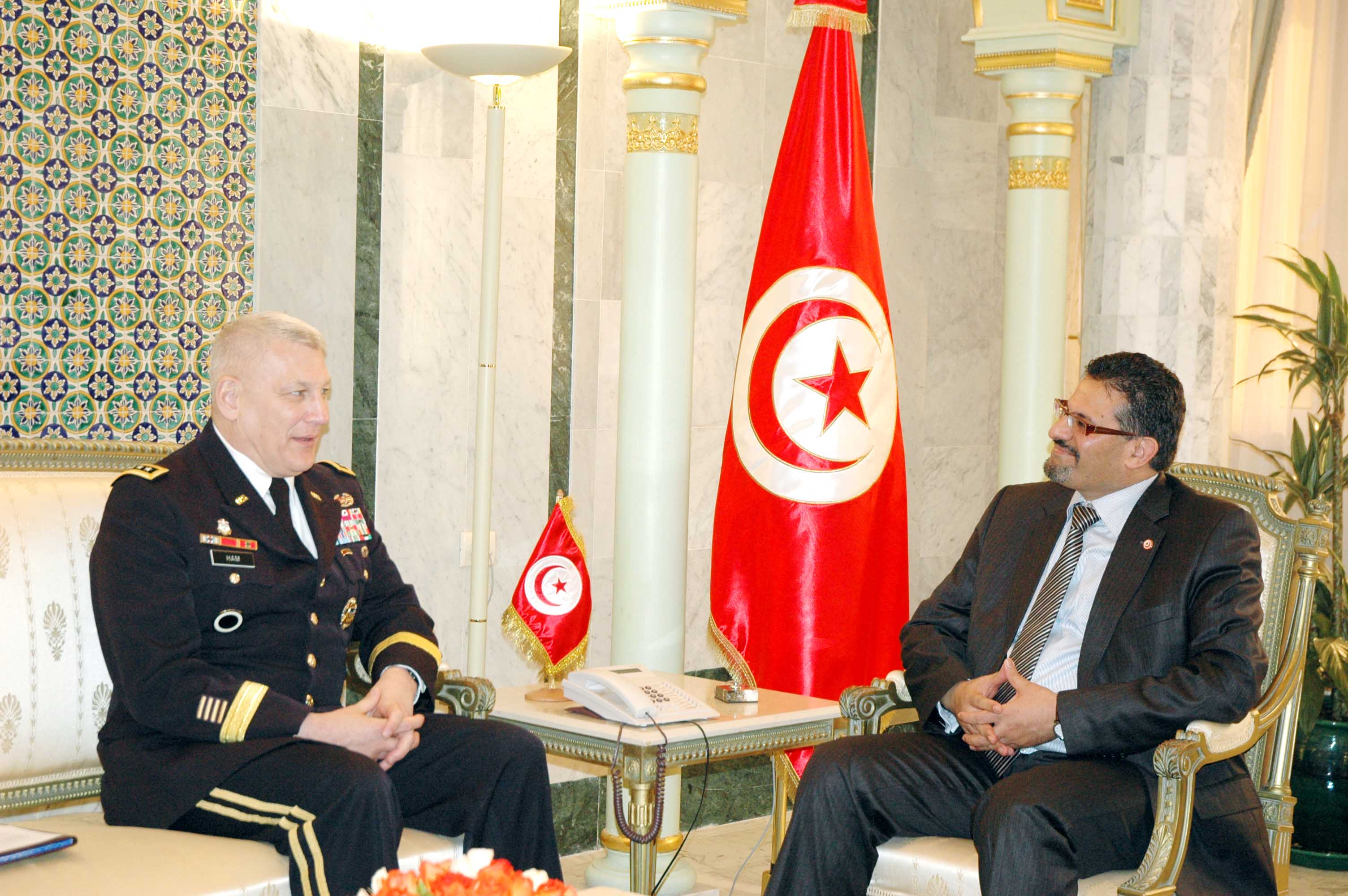
عبد السلام يستقبل الجنرال الأمريكي كارتر هام، قائد القوات الأمريكية في أفريقيا.